# Amadeus-Quartett

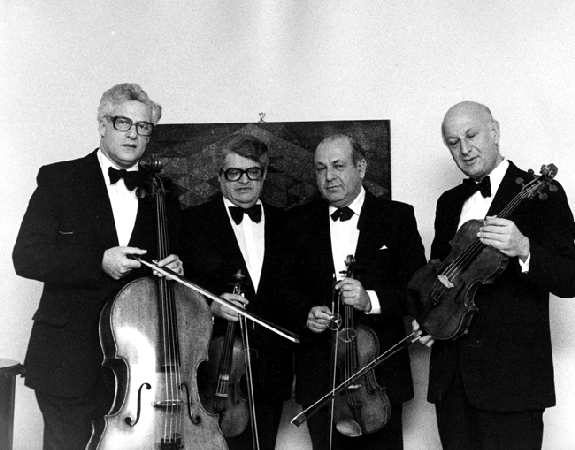
Amadeus-Quartett

Das Amadeus-Quartett war ein bekanntes Streichquartett des 20. Jahrhunderts. Es wurde 1947 in London gegründet und hatte folgende Besetzung: Norbert Brainin (1. Violine), Siegmund Nissel (2. Violine), Peter Schidlof (Viola) und Martin Lovett (Violoncello).

## Geschichte
Im Jahr 1948 war das Amadeus-Quartett erstmals unter diesem Namen bei einem Konzert in der Londoner Wigmore Hall öffentlich aufgetreten. Die Anfänge des Quartetts reichen aber weiter zurück. Schon am 13. Juli 1947 gaben die Musiker – damals noch als Brainin-Quartett – ein viel beachtetes Konzert im großen Saal der Dartington Hall mit Werken von Mozart, Schubert und Beethoven.
Als Quartett hatten sich die vier Musiker in London gefunden, wohin die drei jungen österreichischen Geiger Brainin, Nissel und Schidlof geflohen waren, weil sie Juden waren. Mit Beginn des Zweiten Weltkrieges wurden sie als „feindliche Ausländer“ interniert. In einem Internierungslager lernten sie sich kennen und spielten erstmals gemeinsam vor Mit-Internierten. Sie wurden alle Schüler von Max Rostal. Nachdem die Idee einer Quartettgründung geboren war und die Frage geklärt war, ob Schidlof bereit wäre, dafür die Geige gegen eine Bratsche zu tauschen, baten die drei den etwas jüngeren Engländer Martin Lovett, als Cellist dazuzustoßen. Im Morley College trafen sie schließlich die Tochter des Komponisten Gustav Holst, Imogen Holst, die als Musikdirektorin der Dartington Hall die jungen Musiker unterstützte und das Geld für ihr erstes Konzert zur Verfügung stellte.
Damit begann eine Erfolgsgeschichte, die schon drei Jahre nach der Gründung des Quartetts dazu führte, dass die vier Musiker 1951 ihre erste Schallplatten-Aufnahme (Franz Schubert, G-Dur Quartett D 887) für die Deutsche Grammophon einspielten. Im Laufe der folgenden Jahre entstanden Aufnahmen fast aller großen Quartette aus Klassik und Romantik. Hinzu kamen vereinzelte Aufnahmen mit Werken des 20. Jahrhunderts (z. B. den Quartetten 2 und 3 von Benjamin Britten).
Daneben wurde das Quartett regelmäßig für Konzerte und auch Schallplattenaufnahmen zum Streichquintett (Mozart, Schubert, Brahms, Bruckner) und Streichsextett (Brahms) erweitert. Dabei waren es stets die gleichen Gäste, die eingeladen wurden: Cecil Aronowitz als 2. Bratsche und William Pleeth als 2. Cello.
Der unverwechselbare Klang des Amadeus-Quartetts war geprägt von besonderer Klangschönheit, Homogenität und leidenschaftlicher Intensität.
1969 wurde allen Mitgliedern des Quartetts die Ehrendoktorwürde der Universität York verliehen. Von 1980 an bis zur Auflösung des Quartetts unterrichtete das Amadeus-Quartett an der Musikhochschule in Köln, wo zahllose, heute bekannte Musiker bei ihnen studierten.
Am 15. August 1987 löste sich das Amadeus-Quartett mit dem Tod von Peter Schidlof nach fast 40 Jahren der Existenz in unveränderter Besetzung auf. John Amis schrieb in seiner Würdigung Abschied vom Amadeus-Quartett:

„Wir müssen dankbar sein, dass wir dieses Quartett hatten, und uns mit dem großen Repertoire trösten, das uns das Amadeus-Quartett in Aufnahmen hinterlassen hat. Noch viele Jahre wird es möglich sein, dem Amadeus-Quartett mit Ehrfurcht und Dankbarkeit zu lauschen, seinen Interpretationen der großen Quartette, Quintette und Sextette.“